# Oliver Golden
Oliver John Golden (Condado de Yazoo, 18 de noviembre de 1887-Taskent, 1940) fue un agrónomo y político nacido en Estados Unidos. Nacido en el condado de Yazoo, Misisipi, estudió sobre el cultivo del algodón en el Instituto Normal e Industrial de Tuskegee. Miembro del Partido Comunista de los Estados Unidos, pasó un tiempo en la Rusia soviética y posteriormente formó parte de una delegación de expertos en algodón que llegó a la República Socialista Soviética de Uzbekistán por invitación del gobierno soviético. Durante ese tiempo, trabajó en el cultivo de algodón, fue profesor en el Instituto de Riego y Mejoramiento de Taskent y se desempeñó como concejal municipal en Taskent. Finalmente, él y su esposa permanecieron en la Unión Soviética y se naturalizaron como ciudadanos soviéticos.

## Biografía
Oliver John Golden nació en el condado de Yazoo, Misisipi, el 18 de noviembre de 1887. Era hijo de Catherine y Hilliard Golden, el último de los cuales se convirtió en uno de los terratenientes negros más ricos del estado después de ser liberado de la esclavitud por la Decimotercera Enmienda a la Constitución de los Estados Unidos. La familia huyó a la cercana Alabama después de ser blanco de dos ataques incendiarios del Ku Klux Klan. Estudió sobre el cultivo de algodón en el Instituto Normal e Industrial de Tuskegee y lo dejó sin graduarse para luchar en el frente occidental para el ejército de los Estados Unidos. Posteriormente, se mudó al norte de Chicago, donde encontró trabajo como camarero de ferrocarril.
Golden se unió al Partido Comunista de los Estados Unidos y, en 1924, un líder de alto rango de la Internacional Comunista lo invitó a Rusia, donde fue educado en la Universidad Comunista del Este desde 1925 hasta 1928. Después de la muerte en 1924 de su primera esposa Jane Wilson, Golden tuvo un hijo con su enfermera udmurta Anya. Más tarde se casó con su compañera comunista Bertha Bialek, una activista laboral judía-estadounidense nacida en Polonia a quien había conocido mientras los dos estaban en prisión después de participar en una manifestación política. Tuvieron una hija, Lily Golden.
Golden se inspiró para participar en un experimento soviético que implicaba el reclutamiento de personas negras y luego se enteró de una falta total de afroestadounidenses dentro de una delegación similar de ingenieros invitados a trabajar en la Unión Soviética. Posteriormente, solicitó la participación de George Washington Carver, profesor de su época en Tuskegee, y de Amtorg Trading Corporation, con quienes trabajó para reclutar expertos en algodón para la Unión Soviética. En 1931, la Unión Soviética invitó a una delegación al país, incluida Golden y su esposa. Posteriormente, la delegación se instaló en Yangiyo'l, habiéndose decidido por la República Socialista Soviética de Uzbekistán debido a su industria algodonera y las experiencias similares del pueblo uzbeko con el racismo.
Durante su estancia en la República Socialista Soviética de Uzbekistán, Golden ayudó a cultivar una versión de algodón estadounidense de maduración más rápida y trabajó como profesor en el Instituto de Riego y Mejoramiento de Taskent. En la vida civil, trabajó como concejal municipal en Tashkent y defensor de los Scottsboro Boys. El matrimonio  Golden recibió a Langston Hughes durante la víspera de Navidad de 1932, cuando este regresaba de Moscú después de un proyecto cinematográfico abandonado.
Golden y su esposa se naturalizaron como ciudadanos soviéticos y permanecieron en el país después de que los demás delegados regresaron a casa en 1934. Golden murió de insuficiencia cardíaca en Taskent en 1940.